# Reactive Blue 2
C.I. Reactive Blue 2 ist ein Reaktivfarbstoff aus der Gruppe der Anthrachinonfarbstoffe, mit einem Monochlortriazin-Reaktivanker. 

## Verwendung
Reactive Blue 2 wird als Reaktivfarbstoff zur Färbung von Baumwollfasern verwendet.
Als funktioneller Farbstoff wird er zur Reinigung von Proteinen und Enzymen in der Affinitätschromatographie und zur Färbung von Proteinen eingesetzt. Er besitzt hohe Affinität für Enzyme mit Bindungsstellen für Nukleotide wie NAD und ATP (Dehydrogenasen, Kinasen etc.) sowie für Albumin, Koagulationsfaktoren und Interferone.
Als technisches Produkt wird Reactive Blue 2 unter verschiedenen Markennamen – beispielsweise Basilen Blau E-3G, Cibacron Blau F3G-A, Procion Blau H-B – und mit unterschiedlichen Zusammensetzungen (Reaktionssalze, Stellmittel,  organische Nebenprodukte) vermarktet. Der Triazinylring kann neben der Metanilsäure auch mit der Sulfanilsäure substituiert sein.